# Всесоюзний референдум про збереження СРСР

Мапа результатів Всесоюзного Референдуму 17 березня 1991 року, відсоток відповівших "так" за регіонами УРСР

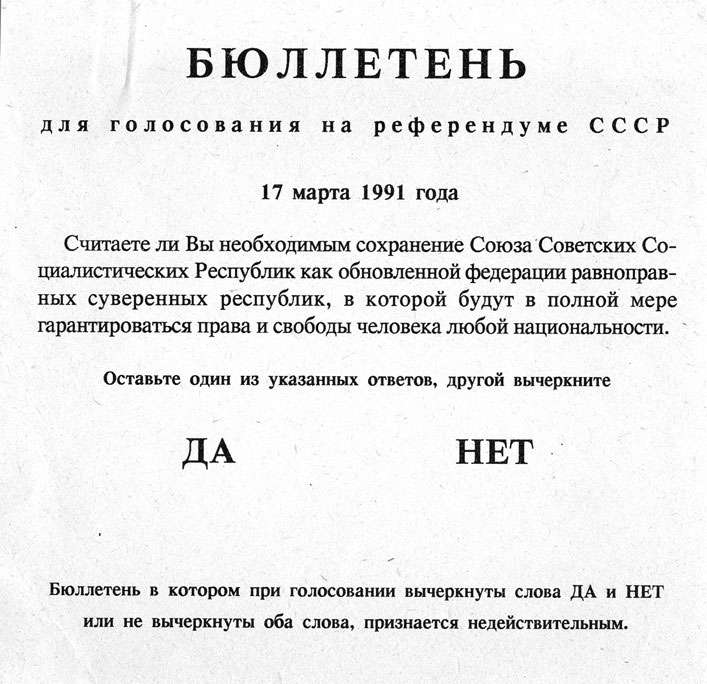
Бюлетень для голосування на Всесоюзному референдумі 17 березня 1991 року

Всесоюзний референдум про збереження СРСР — єдиний в історії СРСР референдум, що відбувся 17 березня 1991 року. На референдум було винесене питання «Чи вважаєте ви за необхідне збереження Союзу Радянських Соціалістичних Республік як оновленої федерації рівноправних суверенних республік, у якій будуть повною мірою гарантуватися права і свободи людини будь-якої національності».
Проведення референдуму було підтримане у Російській РФСР, Українській РСР, Білоруській РСР, Казахській РСР, Азербайджанській РСР, Узбецькій РСР, Таджицькій РСР, Киргизькій РСР та Туркменській РСР. Водночас у Литовській Республіці, Латвійській Республіці, Естонській Республіці, Республіці Грузії, РСР Молдова та Республіці Вірменія референдум не був проведений.

## Результати

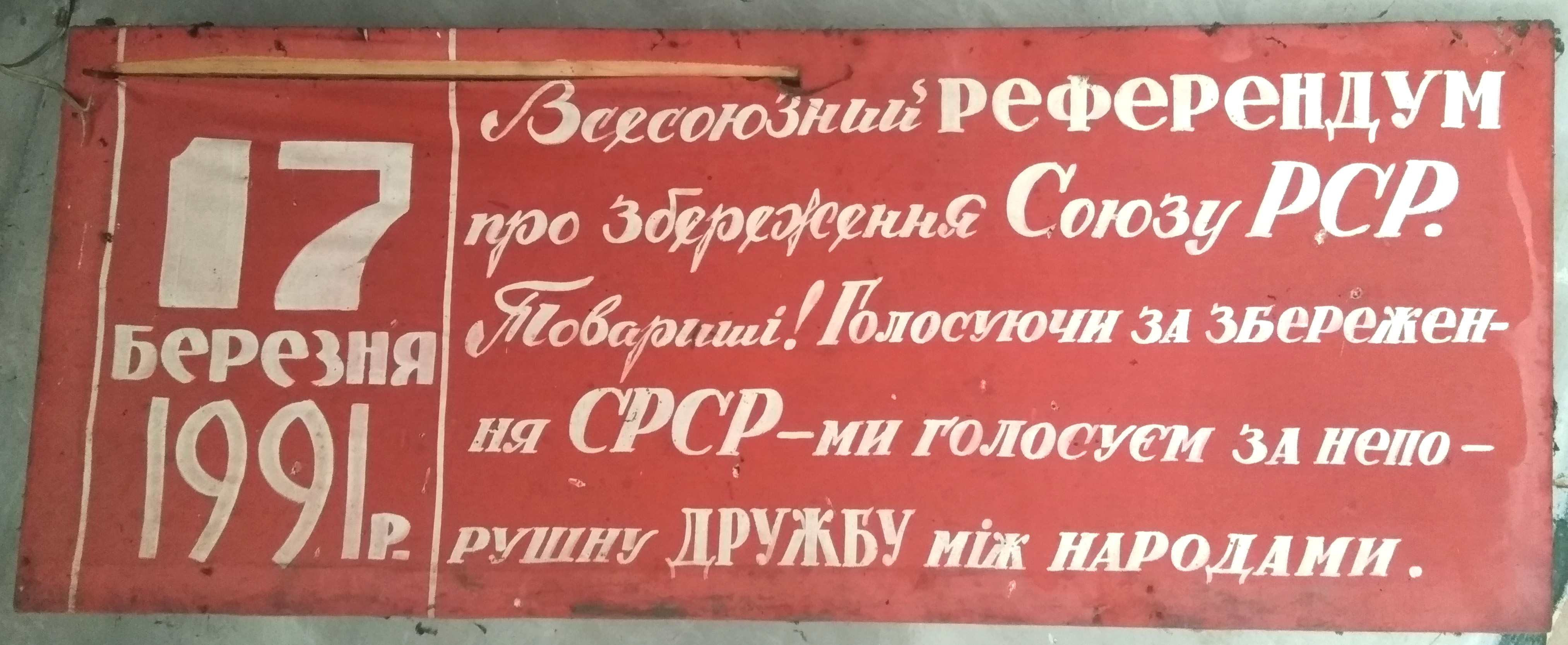
Банер до референдуму в Черкаській області, Україна

Зал засідань Верховної Ради УРСР під час ухвалення Декларації про державний суверенітет України.

З 185,6 млн громадян СРСР із правом голосу в референдумі взяли участь 148,5 млн осіб (80,0 % виборців). 145,82 млн (98,14 %) бюлетенів були визнані дійсними, 2,76 млн (1,86 %) — недійсними. На питання референдуму «Так» відповіли 113,5 млн осіб (77,85 %), «Ні» — 32,3 млн (22,15 %).
Одночасно з цим референдумом в РРФСР відбувся всеросійський референдум про введення поста президента РРФСР, а в Україні за наполяганням Народного руху України за перебудову було проведене республіканське консультативне опитування: «чи згодні ви, що Україна має бути у складі Союзу Радянських суверенних держав на засадах Декларації про державний суверенітет України».
Позитивно на нього відповіло понад 80 % опитаних.
За змістом питання не тільки не збігалося з питанням союзного референдуму, а й навіть заперечувало його. З тексту українського питання «випало» критично важливе для КПРС слово «соціалізм».
По-друге, в питанні звучала зовсім інша союзна держава — не Союз Радянських Соціалістичних Республік, а Союз радянських суверенних держав.
По-третє, Декларація про суверенітет України визначалась як акт, що мав перевагу перед законодавством нової союзної держави.
Таким чином, наслідком ідеологічної боротьби Народного руху України за перебудову стало те, що референдумом і опитуванням в Україні були легітимізовані дві різні форми союзної держави. Впевнена підтримка народом України Декларації про суверенітет України як основи нової Союзної держави стала черговим кроком до незалежності України. Подальшими кроками стали: прийняття 24 серпня 1991 р. комуністичною більшістю Верховної Ради УРСР Акту проголошення незалежності України і перемога незалежницької ідеї на Всеукраїнському референдумі 1 грудня 1991 року.
У трьох галицьких областях був ще і 3-й бюлетень у якому стояло питання цілковитої незалежності України. Це питання підтримало 89,3 % тих хто проголосував.
| Результати | Результати  | Результати  |
|            | Голосів     | Разом       |
| ---------- | ----------- | ----------- |
| Так        | 113 512 812 | 77,85%      |
| Ні         | 32 303 977  | 22,15%      |
| Дійсні     | 145 816 789 | 98,14%      |
| Недійсні   | 2 757 817   | 1,86%       |
| Разом      | 148 574 606 | 100.00%     |
| Явка       | 80,03%      | 80,03%      |
| Електорат  | 185 647 355 | 185 647 355 |

|                     | явка   | «Так»      | «Так»  | «Ні»       | «Ні»   | недійсних бюлетенів | недійсних бюлетенів |
| ------------------- | ------ | ---------- | ------ | ---------- | ------ | ------------------- | ------------------- |
| Російська РФСР      | 75,4 % | 56 860 783 | 71,3 % | 21 030 753 | 26,4 % | 1809633             | 2,3 %               |
| Українська РСР      | 83,5 % | 22 110 899 | 70,2 % | 8 820 089  | 28,0 % | 583256              | 1,8 %               |
| Білоруська РСР      | 83,3 % | 5 069 313  | 82,7 % | 986 079    | 16,1 % | 71 591              | 1,2 %               |
| Узбецька РСР        | 95,4 % | 9 196 848  | 93,7 % | 511 373    | 5,2 %  | 108 112             | 1,1 %               |
| Казахська РСР       | 88,2 % | 8 295 519  | 94,1 % | 436 560    | 5,0 %  | 84 464              | 0,9 %               |
| Азербайджанська РСР | 75,1 % | 2 709 246  | 93,3 % | 169 225    | 5,8 %  | 25 326              | 0,9 %               |
| Киргизька РСР       | 92,9 % | 2 057 971  | 96,4 % | 86 245     | 4,0 %  | 30 377              | 1,4 %               |
| Таджицька РСР       | 94,4 % | 2 315 755  | 96,2 % | 75 300     | 3,1 %  | 16 497              | 0,7 %               |
| Туркменська РСР     | 97,7 % | 1 766 584  | 97,9 % | 31 203     | 1,7 %  | 6 351               | 0,4 %               |

|                           | всесоюзний референдум, «Так» | республіканське опитування, «Так» | галицьке опитування, «Так» |
| ------------------------- | ---------------------------- | --------------------------------- | -------------------------- |
| Львівська область         | 16,4 %                       | 30,1 %                            | 89,6 %                     |
| Івано-Франківська область | 18,2 %                       | 52,1 %                            | 90,0 %                     |
| Тернопільська область     | 19,3 %                       | 35,2 %                            | 85,3 %                     |
| Київ                      | 44,6 %                       | 78,2 %                            | —                          |
| Волинська область         | 53,7 %                       | 78,9 %                            | —                          |
| Рівненська область        | 54,3 %                       | 79,6 %                            | —                          |
| Закарпатська область      | 60,2 %                       | 69,5 %                            | —                          |
| Чернівецька область       | 60,8 %                       | 83,2 %                            | —                          |
| Київська область          | 66,9 %                       | 84,6 %                            | —                          |
| Харківська область        | 75,8 %                       | 83,8 %                            | —                          |
| Черкаська область         | 77,3 %                       | 88,8 %                            | —                          |
| Дніпропетровська область  | 77,5 %                       | 85,1 %                            | —                          |
| Сумська область           | 78,8 %                       | 87,1 %                            | —                          |
| Полтавська область        | 78,8 %                       | 88,7 %                            | —                          |
| Запорізька область        | 79,8 %                       | 86,6 %                            | —                          |
| Херсонська область        | 81,0 %                       | 87,4 %                            | —                          |
| Вінницька область         | 81,2 %                       | 89,2 %                            | —                          |
| Житомирська область       | 81,7 %                       | 88,4 %                            | —                          |
| Хмельницька область       | 81,9 %                       | 87,9 %                            | —                          |
| Одеська область           | 82,1 %                       | 84,5 %                            | —                          |
| Кіровоградська область    | 82,4 %                       | 89,5 %                            | —                          |
| Севастополь               | 83,1 %                       | 84,2 %                            | —                          |
| Чернігівська область      | 83,4 %                       | 90,3 %                            | —                          |
| Донецька область          | 84,6 %                       | 86,2 %                            | —                          |
| Миколаївська область      | 85,3 %                       | 87,7 %                            | —                          |
| Луганська область         | 86,3 %                       | 88,8 %                            | —                          |
| Кримська область          | 87,6 %                       | 84,7 %                            | —                          |
| Українська РСР            | 70,2 %                       | 80,2 %                            | 89,3 %                     |